# Football Club Thy-Thisted Q
Il Football Club Thy-Thisted Q, nella sua forma contratta FC Thy-Thisted Q e noto più semplicemente come Thy-Thisted Q o FC Thy, è una squadra di calcio femminile danese, con sede a Thisted, città costiera nella regione della Jutland Settentrionale. Dai campionati 2018-2019 al 2023-2024 ha militato in Elitedivisionen, livello di vertice del campionato danese femminile di calcio, ottenendo come miglior risultato la quarta posizione nel campionato 2019-2020, ottenendo inoltre una Coppa di Danimarca nell'edizione 2020-2021.

## Storia
Il club, precedentemente sezione femminile del Thisted maschile, venne fondato nel 2017 per iniziativa di cinque differenti club, Koldby Hørdum IF, Nors B, IF Nordthy, Frøstrup Hannæs IF e Thisted FC, intenzionati a creare una squadra in grado di essere competitiva ai più alti livelli del campionato nazionale.
Iscritta al suo esordio alla 1. division, secondo livello del campionato danese di categoria, dal campionato 2017-2018, già alla sua prima stagione riesce a guadagnare la promozione in Elitedivisionen dal campionato successivo.
Le stagioni seguenti vedono un costante aumento della competitività della squadra che, classificandosi al sesto e ultimo posto utile, ottiene nel campionato 2018-2019 la salvezza, mentre nel successivo il quarto posto. In quest'ultima stagione ha anche ottenuto un risultato prestigioso, arrivare alla finale di Coppa di Danimarca, dove però il 4 luglio 2020, davanti al proprio pubblico della Sparekassen Thy Arena, deve cedere il titolo all'altra outsider del torneo, il Nordsjælland, che battendola per 1-0 con rete di Camilla Kur Larsen di aggiudica la sua prima Coppa nazionale.

## Palmarès
- Campionato danese femminile di seconda divisione: 1

2017-2018
- Coppa di Danimarca: 1

2020-2021

### Altri piazzamenti
- Coppa di Danimarca:

Finalista: 2019-2020, 2021-2022

## Organico

### Rosa 2020-2021
Rosa, ruoli e numeri di maglia come da sito ufficiale, aggiornato al 27 ottobre 2020.
| N. |                      | Ruolo | Calciatrice                   |
| -- | -------------------- | ----- | ----------------------------- |
| 1  | Danimarca (bandiera) | P     | Maja Bay Østergaard           |
| 2  | Danimarca (bandiera) | A     | Malene Yde                    |
| 3  | Danimarca (bandiera) | C     | Michelle Sandfeld             |
| 4  | Danimarca (bandiera) | C     | Beate Marcussen               |
| 5  | Danimarca (bandiera) | D     | Sille Struck                  |
| 6  | Danimarca (bandiera) | D     | Astrid Bull                   |
| 7  | Danimarca (bandiera) | D     | Agnete Marcussen              |
| 8  | Danimarca (bandiera) | D     | Line Saustrup Kristensen      |
| 9  | Danimarca (bandiera) | C     | Lotte Bak Christensen         |
| 10 | Danimarca (bandiera) | C     | Camilla Nielsen               |
| 11 | Danimarca (bandiera) | D     | Matilde Kjeldgaard (capitano) |
| 12 | Danimarca (bandiera) | A     | Rikke Dybdahl                 |

| N. |                      | Ruolo | Calciatrice            |
| -- | -------------------- | ----- | ---------------------- |
| 13 | Danimarca (bandiera) | C     | Nadia Søderberg        |
| 14 | Danimarca (bandiera) | C     | Cecilie Bro            |
| 15 | Danimarca (bandiera) | A     | Malene Sørensen        |
| 16 | Danimarca (bandiera) | A     | Cecilie Hygum          |
| 17 | Danimarca (bandiera) | C     | Sidse Østergaard       |
| 18 | Danimarca (bandiera) | C     | Sarah Dyrehauge Hansen |
| 19 | Norvegia (bandiera)  | C     | Pernille Gardien       |
| 20 | Danimarca (bandiera) | P     | Christine Thøgersen    |
| 21 | Danimarca (bandiera) | C     | Clara Munch Jørgensen  |
| 22 | Danimarca (bandiera) | P     | Josefine Andersen      |
| 23 | Danimarca (bandiera) | C     | Lotte Haaning          |
| 25 | Danimarca (bandiera) | D     | Amalie Graversen       |